# Erdős Pál Emlékmúzeum
Az Erdős Pál Emlékmúzeum műemléknek nyilvánított múzeum Romániában, Szatmár megyében. A romániai műemlékek jegyzékében az SM-IV-m-B-05385 sorszámon szerepel.

## Története
A múzeumot 1996-ban alapították a Szatmári Megyei Múzeum alegységeként Erdős Imre Pál grafikusművész emlékére. A 20. század elején eklektikus stílusban emelt épület eredetileg a zsidó nőegylet székháza, 1968 és 1987 között Erdős Pál műterme volt.